# Brakkojaure
Brakkojaure är en sjö i Storumans kommun i Lappland och ingår i Umeälvens huvudavrinningsområde. Sjön har en area på 0,276 kvadratkilometer och ligger 867,3 meter över havet. Brakkojaure ligger i Vindelfjällen Natura 2000-område. Sjön avvattnas av vattendraget Brakkojukke.

## Delavrinningsområde
Brakkojaure ingår i det delavrinningsområde (731536-145722) som SMHI kallar för Ovan 731639-145986. Medelhöjden är 1 041 meter över havet och ytan är 18,82 kvadratkilometer. Det finns inga avrinningsområden uppströms utan avrinningsområdet är högsta punkten. Brakkojukke som avvattnar avrinningsområdet har biflödesordning 2, vilket innebär att vattnet flödar genom totalt 2 vattendrag innan det når havet efter 416 kilometer. Avrinningsområdet består mestadels av kalfjäll (97 procent). Avrinningsområdet har 0,48 kvadratkilometer vattenytor vilket ger det en sjöprocent på 2,5 procent.